# Kevin Drew
Kevin Drew (ur. 1976) – kanadyjski muzyk, wokalista i autor tekstów, współzałożyciel (wraz z Brendanem Canningiem) zespołu Broken Social Scene. Był również członkiem mniej znanej grupy KC Accidental, w której skład prócz Drew wchodził Charles Spearin, obecny członek Broken Social Scene. Drew uczęszczał do Etobicoke School of the Arts (wraz z Emily Haines z zespołu Metric oraz Amy Millan) - studiował historię teatru i aktorstwo.

## Dyskografia

### Działalność solowa
- Spirit If... (2007)
- Love Vs. Porn (Dark Was The Night) (2009)

### Broken Social Scene
- Feel Good Lost (2001)
- You Forgot It In People (2002)
- Bee Hives (2004)
- Broken Social Scene (2005)

### KC Accidental
- Captured Anthems for an Empty Bathtub - (1998)
- Anthems for the Could've Bin Pills - (2000)